# 占野王
占野王（うらのおう、生年不詳 - 承和5年8月10日（838年9月2日））は、平安時代初期の皇族。官位は従四位下・大舎人頭。

## 経歴
淳和天皇が即位した弘仁14年（823年）に正六位上から従五位下に叙爵。天長4年（827年）従五位上、天長10年（833年）従四位下と淳和朝で順調に昇進した。またこの間、紀伊守在任中であった天長3年（826年）には、慶雲が紀伊国海部郡賀多村の伴島の上に出現した旨を上奏している。
承和5年（838年）8月10日卒去。最終官位は大舎人頭従四位下。

## 官歴
『六国史』による。
- 時期不詳：正六位上
- 弘仁14年（823年）11月20日：従五位下
- 天長3年（826年）12月27日：見紀伊守
- 天長4年（827年）正月21日：従五位上
- 時期不詳：正五位下
- 天長10年（833年）正月7日：従四位下
- 時期不詳：大舎人頭
- 承和5年（838年）8月10日：卒去（大舎人頭従四位下）